# Holiday in Spain
Holiday in Spain is een nummer van de Amerikaanse band Counting Crows van het uit 2002 stammende album Hard Candy, dat in 2004 opnieuw werd uitgebracht als een duet met de Zeeuwse band BLØF.
BLØF werd benaderd door platenmaatschappij Universal, om samen te werken met Counting Crows om zo hun bekendheid in Nederland te vergroten.
De gedeelten in het nummer die gezongen worden door BLØF zijn in het Nederlands en de gedeelten van de Counting Crows zijn in het Engels. In Nederland is dit een nummer 1-hit geweest. Het nummer kenmerkt zich door een hoge aanwezigheid van poëzie in de songtekst.

## Hitnotering
| "Holiday in Spain" in de Nederlandse Top 40 - binnen: 05-06-2004 | "Holiday in Spain" in de Nederlandse Top 40 - binnen: 05-06-2004 | "Holiday in Spain" in de Nederlandse Top 40 - binnen: 05-06-2004 | "Holiday in Spain" in de Nederlandse Top 40 - binnen: 05-06-2004 | "Holiday in Spain" in de Nederlandse Top 40 - binnen: 05-06-2004 | "Holiday in Spain" in de Nederlandse Top 40 - binnen: 05-06-2004 | "Holiday in Spain" in de Nederlandse Top 40 - binnen: 05-06-2004 | "Holiday in Spain" in de Nederlandse Top 40 - binnen: 05-06-2004 | "Holiday in Spain" in de Nederlandse Top 40 - binnen: 05-06-2004 | "Holiday in Spain" in de Nederlandse Top 40 - binnen: 05-06-2004 | "Holiday in Spain" in de Nederlandse Top 40 - binnen: 05-06-2004 | "Holiday in Spain" in de Nederlandse Top 40 - binnen: 05-06-2004 | "Holiday in Spain" in de Nederlandse Top 40 - binnen: 05-06-2004 | "Holiday in Spain" in de Nederlandse Top 40 - binnen: 05-06-2004 | "Holiday in Spain" in de Nederlandse Top 40 - binnen: 05-06-2004 | "Holiday in Spain" in de Nederlandse Top 40 - binnen: 05-06-2004 | "Holiday in Spain" in de Nederlandse Top 40 - binnen: 05-06-2004 | "Holiday in Spain" in de Nederlandse Top 40 - binnen: 05-06-2004 | "Holiday in Spain" in de Nederlandse Top 40 - binnen: 05-06-2004 | "Holiday in Spain" in de Nederlandse Top 40 - binnen: 05-06-2004 | "Holiday in Spain" in de Nederlandse Top 40 - binnen: 05-06-2004 | "Holiday in Spain" in de Nederlandse Top 40 - binnen: 05-06-2004 |
| Week                                                             | 1                                                                | 2                                                                | 3                                                                | 4                                                                | 5                                                                | 6                                                                | 7                                                                | 8                                                                | 9                                                                | 10                                                               | 11                                                               | 12                                                               | 13                                                               | 14                                                               | 15                                                               | 16                                                               | 17                                                               | 18                                                               | 19                                                               | 20                                                               |                                                                  |
| ---------------------------------------------------------------- | ---------------------------------------------------------------- | ---------------------------------------------------------------- | ---------------------------------------------------------------- | ---------------------------------------------------------------- | ---------------------------------------------------------------- | ---------------------------------------------------------------- | ---------------------------------------------------------------- | ---------------------------------------------------------------- | ---------------------------------------------------------------- | ---------------------------------------------------------------- | ---------------------------------------------------------------- | ---------------------------------------------------------------- | ---------------------------------------------------------------- | ---------------------------------------------------------------- | ---------------------------------------------------------------- | ---------------------------------------------------------------- | ---------------------------------------------------------------- | ---------------------------------------------------------------- | ---------------------------------------------------------------- | ---------------------------------------------------------------- | ---------------------------------------------------------------- |
| Nummer                                                           | 36                                                               | 3                                                                | 1                                                                | 1                                                                | 1                                                                | 1                                                                | 1                                                                | 2                                                                | 2                                                                | 2                                                                | 2                                                                | 5                                                                | 7                                                                | 7                                                                | 8                                                                | 9                                                                | 13                                                               | 17                                                               | 27                                                               | 29                                                               | uit                                                              |

| "Holiday in Spain" in de Nederlandse Single Top 100 - binnen: 05-06-2004 | "Holiday in Spain" in de Nederlandse Single Top 100 - binnen: 05-06-2004 | "Holiday in Spain" in de Nederlandse Single Top 100 - binnen: 05-06-2004 | "Holiday in Spain" in de Nederlandse Single Top 100 - binnen: 05-06-2004 | "Holiday in Spain" in de Nederlandse Single Top 100 - binnen: 05-06-2004 | "Holiday in Spain" in de Nederlandse Single Top 100 - binnen: 05-06-2004 | "Holiday in Spain" in de Nederlandse Single Top 100 - binnen: 05-06-2004 | "Holiday in Spain" in de Nederlandse Single Top 100 - binnen: 05-06-2004 | "Holiday in Spain" in de Nederlandse Single Top 100 - binnen: 05-06-2004 | "Holiday in Spain" in de Nederlandse Single Top 100 - binnen: 05-06-2004 | "Holiday in Spain" in de Nederlandse Single Top 100 - binnen: 05-06-2004 | "Holiday in Spain" in de Nederlandse Single Top 100 - binnen: 05-06-2004 | "Holiday in Spain" in de Nederlandse Single Top 100 - binnen: 05-06-2004 | "Holiday in Spain" in de Nederlandse Single Top 100 - binnen: 05-06-2004 | "Holiday in Spain" in de Nederlandse Single Top 100 - binnen: 05-06-2004 | "Holiday in Spain" in de Nederlandse Single Top 100 - binnen: 05-06-2004 | "Holiday in Spain" in de Nederlandse Single Top 100 - binnen: 05-06-2004 | "Holiday in Spain" in de Nederlandse Single Top 100 - binnen: 05-06-2004 | "Holiday in Spain" in de Nederlandse Single Top 100 - binnen: 05-06-2004 | "Holiday in Spain" in de Nederlandse Single Top 100 - binnen: 05-06-2004 | "Holiday in Spain" in de Nederlandse Single Top 100 - binnen: 05-06-2004 | "Holiday in Spain" in de Nederlandse Single Top 100 - binnen: 05-06-2004 | "Holiday in Spain" in de Nederlandse Single Top 100 - binnen: 05-06-2004 | "Holiday in Spain" in de Nederlandse Single Top 100 - binnen: 05-06-2004 | "Holiday in Spain" in de Nederlandse Single Top 100 - binnen: 05-06-2004 | "Holiday in Spain" in de Nederlandse Single Top 100 - binnen: 05-06-2004 | "Holiday in Spain" in de Nederlandse Single Top 100 - binnen: 05-06-2004 | "Holiday in Spain" in de Nederlandse Single Top 100 - binnen: 05-06-2004 | "Holiday in Spain" in de Nederlandse Single Top 100 - binnen: 05-06-2004 | "Holiday in Spain" in de Nederlandse Single Top 100 - binnen: 05-06-2004 | "Holiday in Spain" in de Nederlandse Single Top 100 - binnen: 05-06-2004 | "Holiday in Spain" in de Nederlandse Single Top 100 - binnen: 05-06-2004 | "Holiday in Spain" in de Nederlandse Single Top 100 - binnen: 05-06-2004 | "Holiday in Spain" in de Nederlandse Single Top 100 - binnen: 05-06-2004 | "Holiday in Spain" in de Nederlandse Single Top 100 - binnen: 05-06-2004 | "Holiday in Spain" in de Nederlandse Single Top 100 - binnen: 05-06-2004 |
| Week                                                                     | 1                                                                        | 2                                                                        | 3                                                                        | 4                                                                        | 5                                                                        | 6                                                                        | 7                                                                        | 8                                                                        | 9                                                                        | 10                                                                       | 11                                                                       | 12                                                                       | 13                                                                       | 14                                                                       | 15                                                                       | 16                                                                       | 17                                                                       | 18                                                                       | 19                                                                       | 20                                                                       | 21                                                                       | 22                                                                       | 23                                                                       | 24                                                                       | 25                                                                       | 26                                                                       | 27                                                                       | 28                                                                       | 29                                                                       | 30                                                                       | 31                                                                       | 32                                                                       | 33                                                                       | 34                                                                       |                                                                          |
| ------------------------------------------------------------------------ | ------------------------------------------------------------------------ | ------------------------------------------------------------------------ | ------------------------------------------------------------------------ | ------------------------------------------------------------------------ | ------------------------------------------------------------------------ | ------------------------------------------------------------------------ | ------------------------------------------------------------------------ | ------------------------------------------------------------------------ | ------------------------------------------------------------------------ | ------------------------------------------------------------------------ | ------------------------------------------------------------------------ | ------------------------------------------------------------------------ | ------------------------------------------------------------------------ | ------------------------------------------------------------------------ | ------------------------------------------------------------------------ | ------------------------------------------------------------------------ | ------------------------------------------------------------------------ | ------------------------------------------------------------------------ | ------------------------------------------------------------------------ | ------------------------------------------------------------------------ | ------------------------------------------------------------------------ | ------------------------------------------------------------------------ | ------------------------------------------------------------------------ | ------------------------------------------------------------------------ | ------------------------------------------------------------------------ | ------------------------------------------------------------------------ | ------------------------------------------------------------------------ | ------------------------------------------------------------------------ | ------------------------------------------------------------------------ | ------------------------------------------------------------------------ | ------------------------------------------------------------------------ | ------------------------------------------------------------------------ | ------------------------------------------------------------------------ | ------------------------------------------------------------------------ | ------------------------------------------------------------------------ |
| Nummer                                                                   | 2                                                                        | 1                                                                        | 1                                                                        | 1                                                                        | 1                                                                        | 2                                                                        | 2                                                                        | 3                                                                        | 3                                                                        | 2                                                                        | 2                                                                        | 3                                                                        | 3                                                                        | 4                                                                        | 7                                                                        | 8                                                                        | 8                                                                        | 12                                                                       | 17                                                                       | 19                                                                       | 22                                                                       | 31                                                                       | 36                                                                       | 35                                                                       | 48                                                                       | 53                                                                       | 56                                                                       | 49                                                                       | 64                                                                       | 70                                                                       | 55                                                                       | 67                                                                       | 74                                                                       | 85                                                                       | uit                                                                      |

### NPO Radio 2 Top 2000
| Nummer met noteringen in de NPO Radio 2 Top 2000 | '04  | '05 | '06 | '07 | '08 | '09 | '10 | '11 | '12 | '13 | '14 | '15 | '16 | '17 | '18 | '19 | '20 | '21 | '22 | '23 | '24 |
| ------------------------------------------------ | ---- | --- | --- | --- | --- | --- | --- | --- | --- | --- | --- | --- | --- | --- | --- | --- | --- | --- | --- | --- | --- |
| Holiday in Spain                                 | 1885 | -   | 77  | 92  | 201 | 185 | 168 | 226 | 269 | 249 | 337 | 334 | 364 | 443 | 271 | 309 | 277 | 342 | 346 | 370 | 511 |

1. ↑  Een '-' betekent dat het nummer niet was genoteerd en een vetgedrukt getal geeft de hoogste notering aan.
2. ↑  2004 was het eerste jaar met een notering voor dit nummer.